# Фей, Элис
Э́лис Фей (англ. Alice Faye; 5 мая 1915, Нью-Йорк — 9 мая 1998, Ранчо-Мираж) — американская актриса и певица.

## Биография
Элис Джин Лапперт родилась в Нью-Йорке в семье полицейского Чарли Лаппера и его жены Элис. Её карьера началась в качестве исполнительницы в хоре в водевилях. Она также пробовала попасть в шоу «Безумства Зигфелда», но не была взята из-за юного возраста.
В 1931 году Элис Фей дебютировала на Бродвее в постановке «Скандалы», сменив при этом фамилию Лапперт на Фей. После этого она в течение двух лет работала на радио в передаче «Час Фляйшманна», где познакомилась со своим будущем мужем Филом Харрисом, за которого вышла замуж в 1940 году. До этого она уже раз была замужем — за актёром и певцом Тони Мартином (1937—1940).
Её дебют в кино состоялся в 1934 году, после того как актриса Лилиан Харви отказалась от главной роли в экранизации пьесы «Скандалы». В фильме она исполнила роль Моны Вейл, которая принесла ей большую популярность и уже вскоре известный продюсер студии «Fox» Дэррил Ф. Занук стал её протеже. Затем последовали новые успешные роли в кино, где Фей выступала не только как актриса, но и как певица. Одними из самых известных последующих фильмов с участием Элис Фей стали «В старом Чикаго» (1937), «Рэгтайм Бэнд Александра» (1938) и «Та ночь в Рио» (1941). Её карьера продолжала успешно развиваться до 1944 года, когда на экраны вышел фильм «Падший ангел». У Фей предполагалась там довольно крупная роль, но в итоге Дэррил Ф. Занук урезал эпизоды с ней и большую часть экранного времени уделил начинающей актрисе Линде Дарнелл. Это очень не понравилось Элис Фей и в том же году она покинула студию «Fox». В дальнейшем Элис вернулась на радио, где вместе с мужем Филом Харисом стала ведущей музыкальной передачи.
После 1945 года Фей не снималась в кино в течение 1семнадцати лет, на экране появившись только в 1962 году в небольшой роли в фильме «Ярмарка штата». В 1974 году Элис появилась на Бродвее в мюзикле «Хорошие новости». Она также была представительницей фармацевтической компании «Pfizer», рекламируя достоинства активной жизни в зрелом возрасте. Её брак с Харрисом продлился до его смерти в 1995 году, а она сама умерла спустя три года после этого 9 мая 1998 года от рака желудка в возрасте 83-х лет в калифорнийском городе Ранчо-Мираж.
За вклад в киноиндустрию Элис Фей удостоена звезды на голливудской «Аллее славы» по Голливуд-бульвар 6922.

## Избранная фильмография
| Год  |   | Русское название                              | Оригинальное название                    | РольLillian Russell      |
| ---- | - | --------------------------------------------- | ---------------------------------------- | ------------------------ |
| 1936 | ф | Король бурлеска                               | King of Burlesque                        | Пэт Доран                |
| 1936 | ф | Бедная маленькая богатая девочка              | Poor Little Rich Girl                    | Джерри Долан             |
| 1937 | ф | В старом Чикаго                               | In Old Chicago                           | Белль Фосетт             |
| 1938 | ф | Рэгтайм Бэнд Александра                       | Alexander’s Ragtime Band                 | Стелла Керби             |
| 1939 | ф | Роза с Вашингтон-сквер                        | Rose of Washington Square                | Роуз Сарджент            |
| 1939 | ф | Голливудская кавалькада                       | Hollywood Cavalcade                      | Молли Эдейр              |
| 1940 | ф | Лиллиан Расселл                               | Lillian Russell                          | Лиллиан Расселл          |
| 1940 | ф | Тин Пен Элли                                  | Tin Pan Alley                            | Кэти Блейн               |
| 1941 | ф | Та ночь в Рио                                 | That Night in Rio                        | баронесса Сесилия Дуарте |
| 1943 | ф | Вся банда в сборе                             | The Gang’s All Here                      | Эдди Аллен               |
| 1945 | ф | Падший ангел                                  | Fallen Angel                             | Джун Миллс               |
| 1962 | ф | Ярмарка штата                                 | State Fair                               | Мелисса Фрейк            |
| 1976 | ф | Вон Тон Тон — собака, которая спасла Голливуд | Won Ton Ton: The Dog Who Saved Hollywood | секретарша у ворот       |
| 1978 | ф | Магия Лесси                                   | The Magic of Lassie                      | официантка               |
| 1978 | ф | Каждая девушка имеет свой шанс                | Every Girl Should Have One               | Кэти                     |